# Megaselia totanigra
Megaselia totanigra är en tvåvingeart som beskrevs av Rudolf Beyer 1959. Megaselia totanigra ingår i släktet Megaselia och familjen puckelflugor. Inga underarter finns listade i Catalogue of Life.